# Keith Frank
 (octobre 2013).
Keith Frank est un musicien de zydeco. Il est né en 1972, en Louisiane.
Il a commencé son groupe The Soileau Zydeco en 1990 et est toujours en activité.

## Discographie

### Albums Studio
- What's His Name? (1994) (Maison de Soul)
- Movin' On Up (1995) (Maison de Soul)
- Only the Strong Survive (1996) (Maison de Soul)
- You'd Be Surprised (1997) (Maison de Soul)
- On A Mission (1998) (Maison de Soul)
- Ready or Not (2000)
- The Masked Band (2001)
- Keith Frank EP (2002) (Maison de Soul)
- The Zydeco Icon (2003) (Soulwood Records)
- Going to See Keith Frank (2005) (Soulwood Records)
- Undisputed (2007) (Soulwood Records)
- To Be Perfectly Frank (2007) (Soulwood Records)

### Album live
- Live At Slim's Y-Ki-Ki (1999) (Shanachie)